# Мадурай (округ)
Мадурай (англ. Madurai) — округ в индийском штате Тамилнад. Административный центр — город Мадурай. Площадь округа — 3497 км². По данным всеиндийской переписи 2001 года население округа составляло 2 578 201 человек. Уровень грамотности взрослого населения составлял 77,8 %, что выше среднеиндийского уровня (59,5 %). Доля городского населения составляла 56 %.